# Línea Principal del Great Western
La Línea Principal del Great Western (nombre original en inglés: Great Western Main Line, abreviado como GWML) es una ruta de transporte ferroviario situada en Inglaterra, que discurre en dirección oeste desde la Estación de Paddington en Londres hacia la Estación de Bristol Temple Meads. Se conecta con otras líneas principales, como la de Reading a Penzance y la de Swindon a Swansea.
Inaugurada en 1841, fue la ruta original del primer Great Western Railway, que se integró en la Región Oeste de British Railways en 1948. Ahora es parte del sistema ferroviario nacional administrado por Network Rail, con la mayoría de los servicios de pasajeros proporcionados por la actual franquicia Great Western Railway (en 2023).
La línea ha sido electrificada recientemente en la mayor parte de su longitud. La sección este, desde Paddington a Hayes & Harlington, ya se había electrificado en 1998. El trabajo para electrificar el resto de la ruta comenzó en 2011 con el objetivo inicial de completar el trabajo hasta Bristol en 2016, pero en ese año la sección a través de la Estación de Bath Spa hasta Bristol Temple Meads se aplazó sin fecha de finalización porque los costos se habían triplicado.

## Historia
La línea fue construida por el Great Western Railway, siendo diseñada por Isambard Kingdom Brunel como una línea de doble vía utilizando sus vías de gran ancho (de 7 pies 1/4 plg (2140 mm)). Se abrió al tráfico por etapas entre 1838 y 1841. La sección final, entre Chippenham y Bath, se inauguró tras finalizare el túnel de Box en junio de 1841.
La alineación era tan nivelada y recta que recibió el sobrenombre de la "mesa de billar de Brunel". Se complementó con un tercer carril   (vía de ancho mixto), lo que permitió que los trenes de ancho estándar (4 pies 8,5 plg (1435 mm)) también operaran en la ruta, en sucesivas etapas comprendidas entre 1854 y 1875. Se introdujo el tercer carril de la siguiente manera: de Londres a Reading (octubre de 1861); de Reading a Didcot (diciembre de 1861). 1856); de Didcot a Swindon (febrero de 1872); de Swindon a Thingley Junction, Chippenham (junio de 1874); de Thingley Junction a Bathampton (marzo de 1875); de Bathampton a Bristol (junio de 1874); y el área de la estación de Bristol (mayo de 1854). Las vías de gran ancho permanecieron en uso hasta 1892. Todavía se pueden ver evidencias del ancho de vía original en muchos lugares, y se puede apreciar que los puentes son un poco más anchos de lo habitual y que las vías están separadas 10 pies (3,05 m) en lugar de los 6 pies (1,83 m) habituales.

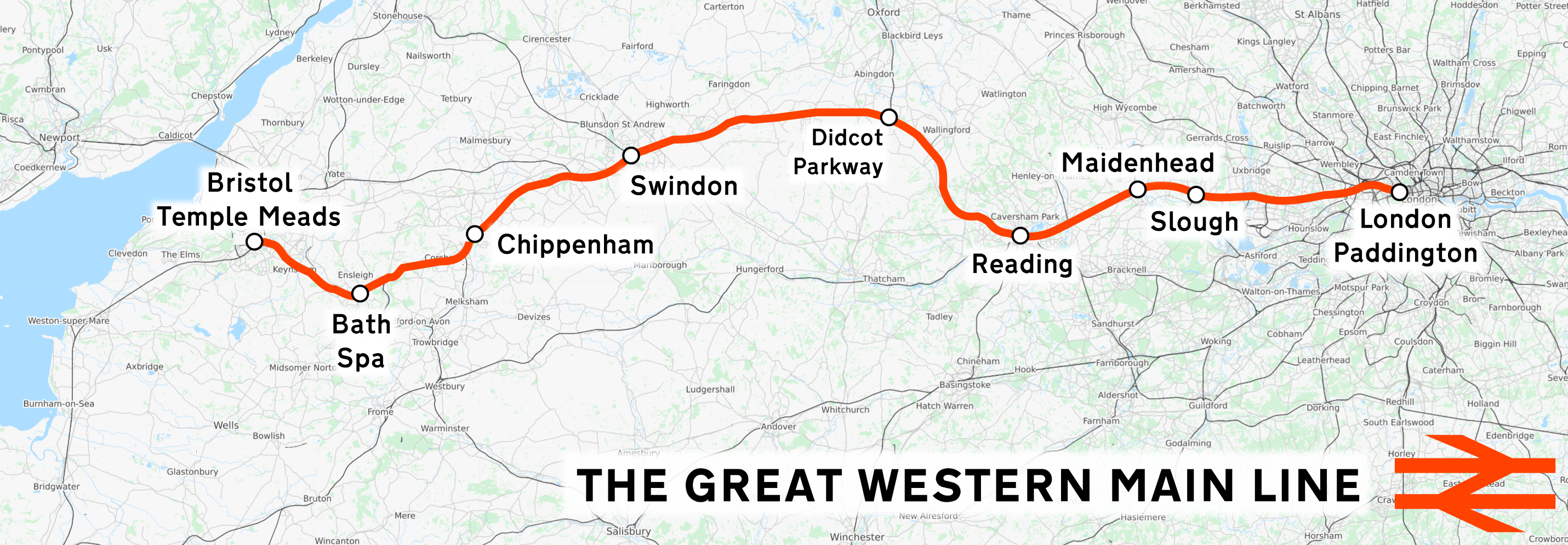
Mapa general de la línea

Las vías dobles originales se ampliaron a cuatro en algunos lugares, principalmente en la mitad este, entre 1877 y 1899: de Paddington a Southall (octubre de 1877); de Southall a West Drayton (noviembre de 1878); de West Drayton a Slough (junio de 1879); de Slough al lado este del puente de Maidenhead (septiembre de 1884); del puente de Maidenhead a Reading (junio de 1893); la Estación de Reading (1899); de Reading a Pangbourne (julio de 1893); de Pangbourne a Cholsey y Moulsford (junio de 1894); de Cholsey y Moulsford a Didcot (diciembre de 1892); y también tramos cortos entre Didcot y Swindon, y en Bristol.
Después del accidente ferroviario de Slough de 1900, en el que murieron cinco pasajeros, se utilizaron sistemas con frenos de vacío mejorados en las locomotoras y en el material rodante de pasajeros. El control automático de trenes (ATC) se introdujo en 1908.
Se realizaron más ampliaciones de la línea entre 1903 y 1910, continuadas entre 1931 y 1932.
Con el estallido de la Primera Guerra Mundial en 1914, el Great Western Railway quedó bajo el control del gobierno, al igual que la mayoría de los principales ferrocarriles de Gran Bretaña. Las compañías se reorganizaron después de la guerra en las "cuatro grandes" compañías, de las que el Great Western Railway era una. Los ferrocarriles volvieron al control directo del gobierno durante la Segunda Guerra Mundial, antes de ser nacionalizados para formar British Railways (BR) en 1948.
La velocidad de la línea se actualizó en la década de 1970 para respaldar la introducción del tren de alta velocidad (HST) InterCity 125.
En 1977, el Comité Parlamentario Designado sobre Industrias Nacionalizadas recomendó considerar la electrificación de una mayor parte de la red ferroviaria de Gran Bretaña y, en 1979, BR presentó una gama de opciones que incluían la electrificación de la línea de Paddington a Swansea para el año 2000. Pero bajo el gobierno de Margaret Thatcher entre 1979 y 1990 la propuesta no se llevó a la práctica.
A mediados de la década de 1990, la línea entre Paddington y Hayes & Harlington se electrificó como parte del proyecto Heathrow Express.
En agosto de 2008, se anunció que se habían elevado varios límites de velocidad en las líneas directas entre Reading y Londres, de modo que en el 86% de la línea podría circularse a 90 millas por hora (144,8 km/h).
La electrificación parcial acometida en 2019 permitió el reemplazo de los trenes InterCity 125 y Clase 180 por nuevos trenes de alta velocidad Hitachi Super Express: los de la Clase 800 y los de la Clase 802. También permitió la introducción de unidades múltiples de la Clase 387 por parte del operador GWR en servicios de distancias más cortas.

### Herencia patrimonial
La ruta del GWML incluye docenas de elementos patrimoniales catalogados y de estructuras singulares, incluidos puentes, viaductos, bocas de túnel, estaciones y hoteles asociados. Parte del recorrido atraviesa y contribuye al conjunto de arquitectura georgiana que forma parte del Patrimonio de la Humanidad de la ciudad de Bath. De hecho, el paso a través de los Sydney Gardens en la localidad ha sido descrito como un "un escenario teatral ferroviario sin paralelo deliberadamente creado por Brunel". Las estructuras calificadas como monumentos clasificados en la línea incluyen la Estación de Paddington, el viaducto de Wharncliffe, el puente del Avon de 1839 en estilo gótico Tudor y la Estación de Bristol Temple Meads.

## Ruta
Entre las comunidades servidas por la Línea Principal del Great Western figuran Londres Oeste (incluyendo Acton, Ealing, Hanwell, Southall, Hayes, Harlington y West Drayton); Iver; Langley; Slough; Burnham; Taplow;  Midenhead; Twyford; Reading; Tilehurst; Pangbourne; Goring-on-Thames; Streatley; Cholsey; Didcot; Swindon; Chippenham; Bath; Keynsham; y Bristol.
De Londres a Didcot, la línea sigue el valle del río Támesis, cruzando el cauce tres veces (una de ellas en el puente de Maidenhead). Entre Chippenham y Bath, la línea pasa por el túnel de Box y luego sigue el valle del río Avon.
Un baipás situado al oeste de Swindon permite que los trenes lleguen a Bristol por una ruta alternativa a través de la Línea Principal de Gales del Sur. Existen otras rutas de desvío entre Chippenham y Bath a través de la Línea Principal de Wessex, aunque este recorrido implica que los trenes cambien de sentido en Bradford Junction; y de Reading a Bath a través de la Línea de Berks y Hants.

## Servicios
La mayoría de los servicios son prestados por el operador Great Western Railway (GWR). Las estaciones a las que llegan los trenes entre Londres Paddington y Bristol Temple Meads son Reading, Didcot Parkway, Swindon, Chippenham y Bath Spa. Algunos trenes entre Londres y Bristol no paran en Didcot Parkway.
La Línea Elizabeth circula por la Línea Principal del Great Western entre Londres y Reading.
Los trenes rápidos de Paddington al Aeropuerto de Londres-Heathrow son operados por Heathrow Airport Holdings como Heathrow Express.
CrossCountry opera trenes entre Reading y Oxford, utilizando la Línea Principal del Great Western hasta Didcot y South Western Railway gestiona algunos trenes entre Bath y Bristol.
Great Western Railway también opera un tren entre Londres Paddington y Cardiff Central cada 30 minutos, con extensiones cada hora a Swansea. En Swansea/Cardiff existe un servicio marítimo-ferroviario gestionado por Transport for Wales que permite la conexión hacia/desde Fishguard Harbour en lazando con el transbordador de la Stena Line al Europuerto de Rosslare en Irlanda. Se ofrece un horario integrado entre la Estación de Paddington y el Europuerto de Rosslare con billetes combinados. Están disponibles viajes diurnos y nocturnos en ambos sentidos todos los días (domingos incluidos). Además, 2 o 3 trenes del Great Western Railway continúan hasta Pembroke Dock los fines de semana durante la temporada de verano para conectarse con los servicios de ferry a Irlanda.

## Infraestructura

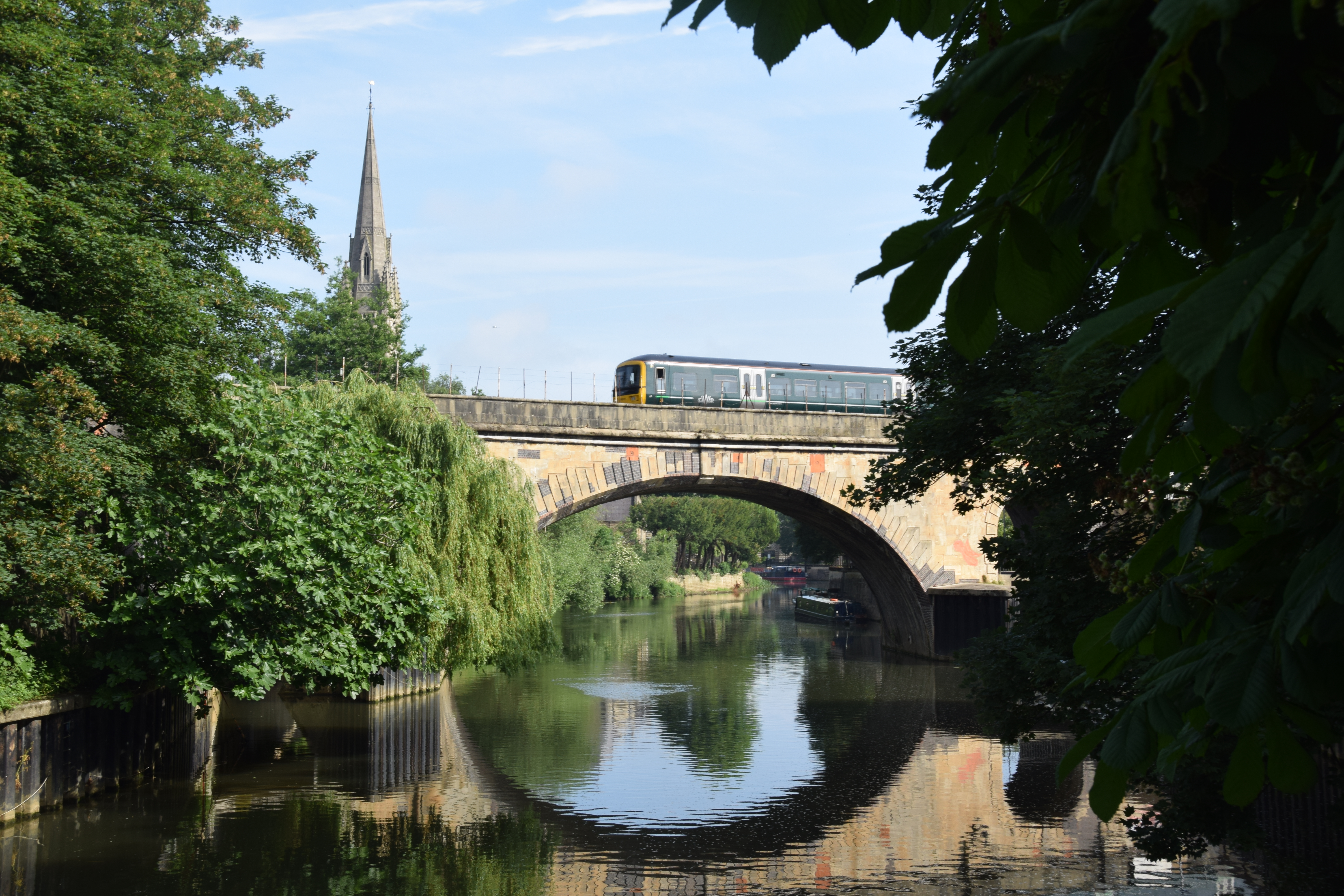
Puente ferroviario de St James en Bath

Entre Londres y Didcot hay cuatro vías, dos en cada sentido. Las vías principales son utilizadas preferentemente por los trenes más rápidos, y se encuentran en el lado sur de la ruta. Las vías del lado norte se utilizan para los servicios más lentos y los que hacen escala en todas las estaciones, ya que solo las estaciones London Paddington, Slough, Maidenhead, Twyford, Reading y Didcot Parkway tienen andenes en las líneas principales (aunque algunas otras tienen los tienen, pero solo para ser usados en caso de emergencia). Entre Didcot y Royal Wootton Bassett, una serie de vías de apartado pasantes permiten que los trenes rápidos rebasen a los más lentos. Esta sección está señalizada para el funcionamiento bidireccional en cada vía, pero esta posibilidad solo suele usarse durante los trabajos de ingeniería o cuando se produce una interrupción significativa del tráfico en una dirección.
El punto alto de la línea se sitúa en Swindon, que se halla 270 pies (82,3 m) por encima de Paddington y 292 pies (89,0 m) de Bristol Temple Meads. La pendiente máxima entre Paddington y Didcot es 1 en 1320 (0,75 por mil o 0,075 %); entre Didcot y Swindon es de 1 en 660 (1,5 ‰ o 0,15 %), pero al oeste de Swindon, se encuentran pendientes de hasta 1 en 100 (10 ‰ o 1 %) en lugares como el túnel de Box y al este de Dauntsey.
La línea está electrificada entre Paddington y Langley Burrell (justo al este de Chippenham) utilizando líneas de suministro aéreas de 25 kV en corriente alterna. La Línea de Reading a Taunton (hasta Newbury) y la Línea Principal de Gales del Sur (hasta Cardiff Central) también están electrificadas.
La velocidad característica de la línea es de 125 millas por hora (201,2 km/h). Las vías secundarias de Paddington a Didcot están limitadas a 90 millas por hora (144,8 km/h) hasta Reading, y luego a 100 millas por hora (160,9 km/h) hasta Didcot. Se aplican restricciones más bajas en varios lugares. Es una de las dos líneas propiedad de Network Rail equipadas con el sistema Automatic Train Protection (ATP), la otra es la Línea Principal de Chiltern.

### Túneles, viaductos y grandes puentes
A continuación figura una lista de las estructuras de ingeniería civil más importantes de la Línea Principal del Great Western Main Line:
| Estructura ferroviaria                              | Longitud                     | Distancia desde Paddington en Londres                               | Localización                          |
| --------------------------------------------------- | ---------------------------- | ------------------------------------------------------------------- | ------------------------------------- |
| Túnel suburbano (LU)                                | 117 yardas (107 m)           | 0 millas 67 cadenas (0 km) – 0 millas 73 cadenas (0 km)             | Oeste de Royal Oak                    |
| Túnel de Spring Bridge Road Car Park                | 121 yardas (110,6 m)         | 5 millas 70 cadenas (8 km) – 5 millas 76 cadenas (8 km)             | Oeste de Ealing Broadway              |
| Viaducto de Hanwell                                 | 44 yardas (40,2 m)           | 7 millas 35 cadenas (11,3 km) – 7 millas 38 cadenas (11,3 km)       | Oeste de Hanwell                      |
| Viaducto de Wharncliffe                             | 297 yardas (271,6 m)         | 7 millas 43 cadenas (11,3 km) – 7 millas 56 cadenas (11,3 km)       | Oeste de Hanwell                      |
| Puente de Hanwell                                   | 4 cadenas (80,5 m)           | 8 millas 0 cadenas (12,9 km) – 8 millas 4 cadenas (12,9 km)         | Oeste de Hanwell                      |
| Viaducto de Maidenhead (río Támesis)                | 237 yardas (216,7 m)         | 23 millas 21 cadenas (37,0 km) – 23 millas 32 cadenas (37,0 km)     | Este de Maidenhead                    |
| Viaducto de Seven Arch                              | 68 yardas (62,2 m)           | 31 millas 19 cadenas (49,9 km) – 31 millas 22 cadenas (49,9 km)     | Oeste de Twyford                      |
| Viaducto del río Loddon                             | 70 yardas (64,0 m)           | 31 millas 43 cadenas (49,9 km) – 31 millas 46 cadenas (49,9 km)     | Oeste de Twyford                      |
| Puente del Kennet (Canal del Kennet y del Avon)     | 4 cadenas (80,5 m)           | 34 millas 77 cadenas (54,7 km) – 35 millas 1 cadena (56,3 km)       | Este de Reading                       |
| Viaducto de Gatehampton (río Támesis)               | 99 yardas (90,5 m)           | 44 millas 0 cadenas (70,8 km) – 44 millas 5 cadenas (70,8 km)       | Este de Goring & Streatley            |
| Viaducto de Moulsford (río Támesis)                 | 147 yardas (134,4 m)         | 47 millas 27 cadenas (75,6 km) – 47 millas 34 cadenas (75,6 km)     | Este de Cholsey                       |
| Viaducto del río Avon                               | 72 yardas (65,8 m)           | 90 millas 77 cadenas (144,8 km) – 91 millas 0 cadenas (146,4 km)    | Este de Chippenham                    |
| Viaducto de Chippenham                              | 90 yardas (82,3 m)           | 94 millas 8 cadenas (151,3 km) – 94 millas 13 cadenas (151,3 km)    | Oeste de Chippenham                   |
| Túnel de Box                                        | 1 milla 1452 yardas (2,9 km) | 99 millas 12 cadenas (159,3 km) – 100 millas 78 cadenas (160,9 km)  | Entre Chippenham y Bath Spa           |
| Túnel de Middle Hill                                | 198 yardas (181,1 m)         | 101 millas 39 cadenas (162,5 km) – 101 millas 48 cadenas (162,5 km) | Entre Chippenham y Bath Spa           |
| Túnel de Sydney Gardens Este                        | 77 yardas (70,4 m)           | 106 millas 24 cadenas (170,6 km) – 106 millas 28 cadenas (170,6 km) | Este de Bath Spa                      |
| Túnel de Sydney Gardens Oeste                       | 99 yardas (90,5 m)           | 106 millas 29 cadenas (170,6 km) – 106 millas 33 cadenas (170,6 km) | Este de Bath Spa                      |
| Viaducto de Dolemeads                               | 355 yardas (324,6 m)         | 106 millas 49 cadenas (170,6 km) – 106 millas 60 cadenas (170,6 km) | Este de Bath Spa                      |
| Viaducto de Arches y St James                       | 600 yardas (548,6 m)         | 106 millas 68 cadenas (170,6 km) – 107 millas 20 cadenas (172,2 km) | Oeste de Bath Spa                     |
| Viaducto de Twerton                                 | 638 yardas (583,4 m)         | 108 millas 29 cadenas (173,8 km) – 108 millas 58 cadenas (173,8 km) | Entre Oldfield Park y Keynsham        |
| Túnel corto de Twerton                              | 45 yardas (41,1 m)           | 108 millas 70 cadenas (173,8 km) – 108 millas 72 cadenas (173,8 km) | Entre Oldfield Park y Keynsham        |
| Túnel largo de Twerton                              | 264 yardas (241,4 m)         | 109 millas 3 cadenas (175,4 km) – 109 millas 15 cadenas (175,4 km)  | Entre Oldfield Park y Keynsham        |
| Túnel de Saltford                                   | 176 yardas (160,9 m)         | 111 millas 57 cadenas (178,6 km) – 111 millas 65 cadenas (178,6 km) | Entre Oldfield Park y Keynsham        |
| Viaducto de St Annes Park Arches                    | 4 cadenas (80,5 m)           | 115 millas 25 cadenas (185,1 km) – 115 millas 29 cadenas (185,1 km) | Entre Keynsham y Bristol Temple Meads |
| Túnel de St Annes Park No.3 (o Túnel de Foxes Wood) | 1017 yardas (929,9 m)        | 115 millas 58 cadenas (185,1 km) – 116 millas 25 cadenas (186,7 km) | Entre Keynsham y Bristol Temple Meads |
| Túnel de St Annes Park o (Bristol) No.2             | 154 yardas (140,8 m)         | 116 millas 41 cadenas (186,7 km) – 116 millas 48 cadenas (186,7 km) | Entre Keynsham y Bristol Temple Meads |
| Viaducto principal del río (río Avon)               | 108 yardas (98,8 m)          | c. 117 millas 24 cadenas (188,3 km)                                 | Entre Keynsham y Bristol Temple Meads |
| Viaducto principal de abajo (río Avon)              | 141 yardas (128,9 m)         | 117 millas 21 cadenas (188,3 km) – 117 millas 27 cadenas (188,3 km) | Entre Keynsham y Bristol Temple Meads |
| The Feeder                                          |                              | 117 millas 51 cadenas (188,3 km)                                    | Entre Keynsham y Bristol Temple Meads |
| Muelle flotante                                     | 3 cadenas (60,4 m)           | 118 millas 16 cadenas (189,9 km) – 118 millas 19 cadenas (189,9 km) | Entre Keynsham y Bristol Temple Meads |

#### Equipo de monitorización a pie de vía
El equipo de monitorización de trenes situado a pie de vía incluye detectores de cajas de grasa calientes (HABD) y detectores de cargas de impacto de rueda 'Wheelchex' (WILD), ubicados en los lugares siguientes:
| Nombre & Tipo     | Vía                                                                            | Localización (distancia desde Paddington) |
| ----------------- | ------------------------------------------------------------------------------ | ----------------------------------------- |
| Maidenhead HABD   | Up Relief                                                                      | 24 millas 3 cadenas (38,6 km)             |
| Maidenhead HABD   | Up Main                                                                        | 24 millas 10 cadenas (38,6 km)            |
| Waltham WILD      | Up Relief, Down Relief, Up Main, Down Main                                     | 26 millas 21 cadenas (41,8 km)            |
| Twyford HABD      | Down Relief, Down Main                                                         | 32 millas 2 cadenas (51,5 km)             |
| Basildon HABD     | Up Relief, Down Relief, Up Main (Down Main, desconectado en diciembre de 2016) | 43 millas 42 cadenas (69,2 km)            |
| Cholsey WILD      | Up Relief, Down Relief, Up Main, Down Main                                     | 49 millas 5 cadenas (78,9 km)             |
| Wantage Road HABD | Up Main                                                                        | 59 millas 57 cadenas (95,0 km)            |
| Bourton HABD      | Down Main                                                                      | 72 millas 20 cadenas (115,9 km)           |
| Studley HABD      | Up Main                                                                        | 81 millas 40 cadenas (130,4 km)           |
| Twerton HABD      | Down Main                                                                      | 108 millas 60 cadenas (173,8 km)          |

## Desarrollos planificados
Desde 2011, el Great Western ha estado experimentando una modernización por parte de Network Rail, en el que se había previsto invertir 5.000 millones de libras.
La Estación de Reading se sometió a una remodelación importante, con nuevos andenes, una nueva entrada, una pasarela y ascensores. El trabajo se completó un año antes de lo previsto, en julio de 2014.

### Electrificación desde Airport Junction hacia el oeste
El proyecto Crossrail cubría la electrificación de la línea desde Airport Junction hasta Maidenhead y, tras una serie de anuncios y retrasos, el gobierno anunció en marzo de 2011 que electrificaría la línea hasta Bristol Temple Meads.
Tras una serie de retrasos en el plan original y una gran escalada de costos, el gobierno conservador anunció en julio de 2017 que, por el momento, la electrificación solo se completaría hasta Thingley Junction, 2 millas (3,2 km) al oeste de Chippenham. También se pospuso la electrificación de otras líneas, incluidas Bristol Parkway a Temple Meads y Didcot a Oxford. El gobierno argumentó que los trenes bimodales (capaces de circular con alimentación eléctrica o con sus propios generadores diésel) cubrirían estos tramos hasta que se complete la electrificación, aunque los trenes de la Clase 800 son más lentos en modo diésel que en modo eléctrico. La electrificación hasta Didcot Parkway se completó en diciembre de 2017 y hasta Thingley Junction en diciembre de 2019.

### Otras propuestas
Network Rail planeó instalar señalización en cabina acorde con el sistema europeo de gestión del tráfico ferroviario (ERTMS) en la Línea Principal del Great Western, un requisito previo para que los trenes Super Express circulen a 140 mph (225 km/h). Parte o la totalidad del trabajo de renovación se realizará durante el trabajo de electrificación.
También están programadas otras mejoras de capacidad en Swindon, que se suman a los cambios recientes y al nuevo Andén 4.
Se planea que los servicios de Crossrail terminen en Reading. Está previsto que algunos de los servicios suburbanos actuales hacia Paddington se transfieran al nuevo servicio de Crossrail, que liberará parte de la capacidad a nivel de superficie en Paddington.
Otras aspiraciones más lejanas incluyen la renovación del edificio y mejoras de capacidad en Reading, la provisión de cuatro vías continuas entre Didcot y Swindon (incluido un paso a distinto nivel en Milton, donde la línea secundaria en dirección oeste cambia del lado norte de la línea al lado sur); y mejorar el sistema de gestión de tráfico entre Bath y Bristol para permitir que los trenes circulen más cerca unos de otros.
El acceso al Aeropuerto de Londres-Heathrow desde el oeste sigue siendo una aspiración, y el proyecto Heathrow Airtrack de 2009 (cancelado en 2011), había propuesto una ruta al sur de la Línea principal del Great Western para conectar el aeropuerto con Reading. Los planes para la electrificación de la línea facilitarán el acceso a Heathrow desde Reading, ya que la falta de electrificación entre la estación de Reading y Airport Junction (cerca de la estación de West Drayton) era un factor limitante. Los planes bajo consideración en 2014 incluían nuevos túneles entre Heathrow y Langley.
Network Rail tiene la intención de reemplazar el sistema ATP por el ETCS – Nivel 2 de 2017 a 2035, junto con la introducción de los nuevos trenes IEP.
Signaling Solutions modernizará las 12 millas (19,3 km) de Paddington a West Drayton, incluido el ramal del aeropuerto, como parte del proyecto Crossrail.

### Propuestas de reapertura de estaciones
Se ha propuesto la reapertura de la estación de Corsham debido al crecimiento reciente de la localidad. La estación original se cerró a los pasajeros en 1965.
Un grupo local está haciendo campaña para la reapertura de la estación de Saltford entre Bath y Bristol, coincidiendo con la electrificación de la línea.
También se ha solicitado que se reabra la antigua estación de Wantage Road. El Consejo del Condado de Oxfordshire incluyó la propuesta de una nueva estación para dar servicio a Wantage y Grove en su plan de transporte local 2015-2031.

## Incidentes mayores
- Accidente ferroviario de Slough - 16 de junio de 1900 - Un tren expreso de Paddington a Falmouth Docks rebasó dos conjuntos de señales de peligro y chocó con un tren local que se dirigía a Windsor. Cinco pasajeros murieron y 35 resultaron gravemente heridos.
- Accidente ferroviario de Ealing - 19 de diciembre de 1973 - Un tren de Paddington a Oxford descarriló después de que una tapa suelta de la caja de la batería de una locomotora Clase 52 "Western" que remolcaba el tren golpeara el equipo de la línea, lo que provocó que una serie de desvíos se desplazaran debajo del tren. Diez pasajeros murieron y 94 resultaron heridos.
- Accidente ferroviario de Southall - 19 de septiembre de 1997 - Un servicio InterCity 125 de Swansea a Paddington, operado por Great Western Trains, no se detuvo ante una señal en rojo y chocó con un tren de carga que estaba entrando al patio de mercancías de Southall. Siete personas murieron y 139 resultaron heridas. El incidente dañó gravemente la confianza del público en la seguridad del sistema ferroviario. Se descubrió que el sistema de alarma automático (AWS) del tren era defectuoso y que el maquinista se había distraído (se había agachado para hacer las maletas). La compañía Great Western Trains recibió una multa de 1,5 millones de libras por violaciones de la ley de salud y seguridad en relación con el accidente.
- Accidente ferroviario de Paddington de 1999 - 5 de octubre de 1999 - Un servicio de Thames Trains entre Paddington y Bedwyn rebasó una señal de peligro en el pórtico que protege un conjunto principal de desvíos de cruce entre las líneas de uso unidireccional y bidireccional. El tren inició la marcha en sentido contrario y fue embestido de frente por un servicio del Great Western Railway (operador ferroviario) HST de Cheltenham Spa a Paddington que circulaba a una velocidad de aproximadamente 130 millas por hora (209,2 km/h). Murieron 31 personas, incluidos ambos maquinistas, con más de 520 personas heridas. Thames Trains recibió una multa de 2 millones de libras por violaciones de la ley de salud y seguridad.[40] Railtrack se declaró culpable de los cargos bajo la ley de seguridad y salud en el trabajo de 1974 en relación con el accidente. Posteriormente, la organización recibió una multa de 4 millones de libras y también se le ordenó pagar 225.000 libras en costos.[41]

## Material rodante

### Trenes de cercanías
| Clase     | Imagen | Tipo                      | Velocidad máxima | Velocidad máxima | Coches por tren | Número | Operador              | Rutas | Construido |
| Clase     | Imagen | Tipo                      | mph              | km/h             | Coches por tren | Número | Operador              | Rutas | Construido |
| --------- | ------ | ------------------------- | ---------------- | ---------------- | --------------- | ------ | --------------------- | --- | ---------- |
| Clase 158 |        | Unidad diésel múltiple    | 90               | 145              | 2               | 22     | Great Western Railway | - Cardiff Central - Portsmouth Harbour - Cardiff Central/Bristol Temple Meads - Exeter St Davids - Bristol Temple Meads - Weymouth | 1989-92    |
| Clase 158 | 3      | Unidad diésel múltiple    | 90               | 145              | 19              |        | Great Western Railway | - Cardiff Central - Portsmouth Harbour - Cardiff Central/Bristol Temple Meads - Exeter St Davids - Bristol Temple Meads - Weymouth | 1989-92    |
| Clase 165 |        | Unidad diésel múltiple    | 90               | 145              | 2               | 20     | Great Western Railway | - Reading - Redhill o Gatwick Airport - Reading - Basingstoke - Reading o Didcot Parkway - Oxford o Banbury - Twyford - Henley-on-Thames - Maidenhead - Marlow - Slough - Windsor & Eton Central - West Ealing - Greenford - Bristol Temple Meads - Avonmouth o Severn Beach - Great Malvern - Bristol Temple Meads - Southampton Central o Weymouth - Swindon - Gloucester o Weymouth - Cardiff Central - Portsmouth Harbour | 1990-92    |
| Clase 165 | 3      | Unidad diésel múltiple    | 90               | 145              | 16              |        | Great Western Railway | - Reading - Redhill o Gatwick Airport - Reading - Basingstoke - Reading o Didcot Parkway - Oxford o Banbury - Twyford - Henley-on-Thames - Maidenhead - Marlow - Slough - Windsor & Eton Central - West Ealing - Greenford - Bristol Temple Meads - Avonmouth o Severn Beach - Great Malvern - Bristol Temple Meads - Southampton Central o Weymouth - Swindon - Gloucester o Weymouth - Cardiff Central - Portsmouth Harbour | 1990-92    |
| Clase 166 |        | Unidad diésel múltiple    | 90               | 145              | 3               | 21     | Great Western Railway | - Reading - Redhill o Gatwick Airport - Reading - Basingstoke - Reading o Didcot Parkway - Oxford o Banbury - Twyford - Henley-on-Thames - Maidenhead - Marlow - Slough - Windsor & Eton Central - West Ealing - Greenford - Bristol Temple Meads - Avonmouth o Severn Beach - Great Malvern - Bristol Temple Meads - Southampton Central o Weymouth - Swindon - Gloucester o Weymouth - Cardiff Central - Portsmouth Harbour | 1992-93    |
| Clase 345 |        | Unidad eléctrica múltiple | 90               | 145              | 9               | 70     | Elizabeth line        | London Paddington to Heathrow Terminal 4 and Reading | 2015-19    |
| Clase 387 |        | Unidad eléctrica múltiple | 110              | 177              | 4               | 36     | Great Western Railway | London Paddington to Didcot Parkway London Paddington and Reading to Newbury | 2016-17    |

### Trenes de alta velocidad
| Clase     | Imagen | Tipo                      | Velocidad máxima | Velocidad máxima | Coches por tren | Número | Operador              | Rutas | Construido |
| Clase     | Imagen | Tipo                      | mph              | km/h             | Coches por tren | Número | Operador              | Rutas | Construido |
| --------- | ------ | ------------------------- | ---------------- | ---------------- | --------------- | ------ | --------------------- | --- | ---------- |
| Clase 220 |        | DEMU                      | 125              | 201              | 4               | 34     | CrossCountry          | - Bristol Temple Meads — Exeter, Paignton, Plymouth and Penzance - Bristol Temple Meads — Birmingham New Street, Manchester, York, Newcastle, Edinburgh, Dundee and Aberdeen - Reading — Oxford, Birmingham New Street, Southampton Central and Bournemouth | 2000-01    |
| Clase 221 |        | DEMU                      | 125              | 201              | 5               | 22     | CrossCountry          | - Bristol Temple Meads — Exeter, Paignton, Plymouth and Penzance - Bristol Temple Meads — Birmingham New Street, Manchester, York, Newcastle, Edinburgh, Dundee and Aberdeen - Reading — Oxford, Birmingham New Street, Southampton Central and Bournemouth | 2000-01    |
| Clase 387 |        | Unidad eléctrica múltiple | 110              | 177              | 4               | 12     | Heathrow Express      | London Paddington to Heathrow Terminal 5 | 2016-17    |
| Clase 800 |        | Bi-Mode Multiple Unit     | 140              | 225              | 5               | 36     | Great Western Railway | London Paddington to:- – Oxford, Bedwyn, Worcester Shrub Hill, Great Malvern, Hereford - – Cardiff Central, Swansea, Carmarthen - – Bristol Temple Meads, Weston-super-Mare - – Cheltenham Spa, Taunton, Paignton                                           | 2014-18    |
| Clase 800 | 9      | Bi-Mode Multiple Unit     | 140              | 225              | 21              |        | Great Western Railway | London Paddington to:- – Oxford, Bedwyn, Worcester Shrub Hill, Great Malvern, Hereford - – Cardiff Central, Swansea, Carmarthen - – Bristol Temple Meads, Weston-super-Mare - – Cheltenham Spa, Taunton, Paignton                                           | 2014-18    |
| Clase 802 |        | Bi-Mode Multiple Unit     | 140              | 225              | 5               | 22     | Great Western Railway | London Paddington to: - – Exeter St Davids, Plymouth, Penzance - – Oxford, Bedwyn, Worcester Shrub Hill, Great Malvern, Hereford | 2017-20    |
| Clase 802 | 9      | Bi-Mode Multiple Unit     | 140              | 225              | 14              |        | Great Western Railway | London Paddington to: - – Exeter St Davids, Plymouth, Penzance - – Oxford, Bedwyn, Worcester Shrub Hill, Great Malvern, Hereford |            |

### Trenes-cama
| Clase    | Imagen | Tipo               | Velocidad máxima | Velocidad máxima | Número | Operador              | Rutas                 | Construido |
| Clase    | Imagen | Tipo               | mph              | km/h             | Número | Operador              | Rutas                 | Construido |
| -------- | ------ | ------------------ | ---------------- | ---------------- | ------ | --------------------- | --------------------- | ---------- |
| Clase 57 |        | Locomotora diésel  | 95               | 152              | 4      | Great Western Railway | Paddington a Penzance | 1998-2004  |
| Mark 3   |        | Coche de pasajeros | 125              | 200              | 18     | Great Western Railway | Paddington a Penzance | 1975-88    |